# 泰国电影导演协会奖
泰国电影导演协会奖是一年一度的电影相关奖项。由泰国电影导演协会主办。奖项以一人一票（One man, one vote）的方式决定，得票最多的电影导演将成为获胜者，得票第二高者也将获得证书以示鼓励。该颁奖典礼于2011年2月26日首次举行，共设3个类别，即最佳影片、最佳电影导演以及对泰国电影业做出贡献的导演的荣誉奖。后来，在2015年的第5届颁奖典礼上，也对电影演员进行了颁奖。

## 颁发奖项
目前共有12个奖项，类别如下：
- 最佳电影（自2011年以来）
- 最佳电影导演（自2011年以来）
- 最佳剧本（自2017年以来）
- 最佳男主角（自2015年以来）
- 最佳女主角（自2015年以来）
- 最佳男配角（自2015年以来）
- 最佳女配角（自2015年以来）
- 最佳摄影（自2020年以来）
- 最佳照片序列（自2020年以来）
- 最佳作曲家（自2020年以来）
- 最佳表现团队（自2021年以来）

### 特别奖
- 表彰为泰国电影业做出贡献的导演（自2011年以来）
- 最有前途的电影人（自2020年以来）

## 外部连接
- 泰国电影导演协会奖的Facebook專頁